# Уилсон, Дженни (хоккеистка на траве)
Дженнифер (Дженни) Уилсон (англ. Jennifer (Jenny) Wilson, 27 марта 1979, Солсбери, Зимбабве) — южноафриканская хоккеистка (хоккей на траве), полевой игрок, тренер.

## Биография
Дженни Уилсон родилась 27 марта 1979 года в зимбабвийском городе Солсбери (сейчас Хараре).
Играла в хоккей на траве за «Кентербери» из Лондона на протяжении тринадцати сезонов, и один сезон провела в Ирландии.
В 2004 году вошла в состав сборной ЮАР по хоккею на траве на летних Олимпийских играх в Сиднее, занявшей 9-е место. Играла в поле, провела 5 матчей, забила 5 мячей (по два в ворота сборных Нидерландов и Испании, один — Германии).
В 2005 году стала серебряным призёром Вызова чемпионов, проходившего в Верджиния-Бич.
В 2008 году вошла в состав сборной ЮАР по хоккею на траве на летних Олимпийских играх в Пекине, занявшей 11-е место. Играла в поле, провела 6 матчей, забила 1 мяч в ворота сборной Новой Зеландии.
В 2012 году вошла в состав сборной ЮАР по хоккею на траве на летних Олимпийских играх в Лондоне, занявшей 10-е место. Играла в поле, провела 6 матчей, забила 1 мяч в ворота сборной США.
Участвовала в трёх чемпионатах мира: в 2002 году забила 2 мяча, в 2006 и 2010 годах — по 1 мячу. В 2002, 2006 и 2010 годах играла на хоккейных турнирах Игр Содружества, в 2002 и 2005 годах играла на турнирах Вызова чемпионов. Сыграла 180 матчей и забила 65 голов за сборную.
По окончании игровой карьеры стала тренером. Тренировала английские команды — мужской «Эшфорд» (5 лет) и женские «Кентербери» и «Севеноукс». В 2015—2017 годах была ассистентом главного тренера женской сборной Шотландии Гордона Шеперда, с 1 августа 2018 года занимает пост главного тренера, одновременно является играющим тренером «Севеноукса».

## Семья
Мать Дженни Уилсон Эдриенн Уилсон — спортсменка и международный судья по прыжкам в воду, в 2008 году работала на летних Олимпийских играх в Пекине. Младшая сестра Дэнни Уилсон занимается прыжками в воду, учится в университете Джеймса Мэдисона.